# Alternative Therapies in Health and Medicine
Alternative Therapies in Health and Medicine és una revista mèdica bimensual amb revisió d'experts que cobreix tractaments mèdics alternatius. Publica informes de casos, treballs de recerca originals i revisions sistemàtiques. Va ser fundada l'any 1995 per l'editor Larry Dossey, i és publicada per InnoVision Health Media. L'editor en cap des del 2013 és Andrew W. Campbell.

## Inicis i contingut
En els seus inicis va ser una revista sobre medicina alternativa adreçades principalment al col·lectiu mèdic. Com d'altres revistes similars publicava anuncis de "productes homeopàtics d'eficàcia no demostrada, cartílag de tauró, remeis naturòpatics i publicitat de botigues d'aliments naturals orientats al càncer". David Gorski al lloc web Science-Based Medicine va destacar que el senador dels Estats Units Tom Harkin (que va ser fonamental en la redacció de la legislació que va finançar l'Oficina de Medicina Alternativa, però més tard va criticar aquesta mateixa oficina per la seva excessiva dependència de les proves basades en l'evidència) va escriure dos comentaris diferents en el número inaugural de la revista. Va escriure:
| «                                                 | En aquests dos articles, Harkin bàsicament presentava la nova revista com un 'viatge, una exploració cap al que s'ha anomenat "medicina oblidada," teràpies que mostren potencial però que encara no han estat acceptades en la medicina moderna convencional.' També afirmava explícitament que 'el nostre següent pas és integrar les pràctiques alternatives que funcionen.' Malauradament, tenia un problema amb la manera com la ciència mèdica determina si una pràctica de salut -qualsevol pràctica de salut- funciona, i es va rebel·lar contra el que ell va descriure com les 'normes inalterables dels assajos clínics aleatoris.' Citant el seu ús de pol·len d'abella per tractar les seves al·lèrgies, va continuar afirmant: 'No és necessari que la comunitat científica entengui el procés abans que el públic nord-americà pugui beneficiar-se d'aquestes teràpies... ... La veritat és que això reflectia un profund malentès sobre com funciona la ciència." | » |
| — David Gorski, https://sciencebasedmedicine.org/ | |   |

Al mateix lloc web, Jann Bellamy, advocat de Florida i membre fundador de l'Institut de Ciència en Medicina, va descriure la revista com "d'un rigor científic dubtós".

## Personal
L'editor en cap fundador de la revista fou Larry Dossey. El 2004, Mark Hyman va ser nomenat editor en cap. El novembre de 2008 David Riley, l'antic editor mèdic de la revista, va ser assumir la mateixa funció. La redacció va canviar l'any 2010, fet que va provocar la dimissió del consell de redacció; els seus noms van romandre a la capçalera fins al 2013. A partir del 2013, l'editor en cap era Andrew W. Campbell, i el lloc web de la revista el va descriure com a practicant de medicina a Texas tot i que l'any 2011 se li havia prohibit d'exercir la medicina a Texas i sembla que l'exercia a Florida. La Junta Mèdica de Texas va prendre diverses accions contra Campbell per haver "confiat en la ciència escombraria, ordenat proves inadequades i diagnosticat de manera incorrecta 'exposició a motlles toxigènics'."

## Resums i indexació
La revista està resumida i indexada a Current Contents /Clinical Medicine, Index Medicus / MEDLINE / PubMed, Science Citation Index Expanded, i Scopus. Segons el Journal Citation Reports, la revista té un factor d'impacte de 2015 d'1,329.